# 米利亞京 (伊瓦尼奇區)
50°33′2″N 24°32′13″E / 50.55056°N 24.53694°E
米利亞京（烏克蘭語：Милятин），是烏克蘭的村落，位於該國西部沃倫州，由沃洛德米爾區負責管轄，面積12.1平方公里，海拔高度212米，2001年人口660，人口密度每平方公里54.55人。